# Allez-et-Cazeneuve
Allez-et-Cazeneuve è un comune francese di 695 abitanti situato nel dipartimento del Lot e Garonna nella regione della Nuova Aquitania.

## Società

### Evoluzione demografica
Abitanti censiti